# Olympisch Stadion Loezjniki
Het olympisch stadion Loezjniki (Russisch: Олимпийский комплекс „Лужники“ (Большая спортивная арена), Olimpijski Kompleks "Loezjniki" (Bolsjaja sportivnaja arena)) is een voetbalstadion in de Russische hoofdstad Moskou, in de wijk Loezjniki.
Oorspronkelijk heette het stadion Leninstadion. Het stadion werd gebruikt voor de Olympische Spelen van 1980. Het stadion was het thuisstadion voor zowel Torpedo Moskou als Spartak Moskou.
Het stadion werd gebouwd in 1956. Het Loezjnikistadion heeft in de loop der tijd diverse modernisaties ondergaan. Er zijn nu 78.360 zitplaatsen, alle overdekt. Het stadion is, om voetbal mogelijk te maken in de strenge Moskouse winters, sinds 2002 uitgerust met een door FIFA goedgekeurd kunstgrasveld.
In 2008 werd in dit stadion de finale van de UEFA Champions League gespeeld. Voor deze gelegenheid werd het kunstgras tijdelijk vervangen door een echte grasmat.

## Stadionramp
Op 20 oktober 1982 vond in het stadion, in de slotfase van de UEFA Cup-wedstrijd Spartak Moskou-HFC Haarlem, een ramp plaats waarbij ten minste 66, en volgens sommigen tot 340 doden vielen. Precies 25 jaar later werd er een wedstrijd met de spelers van weleer gespeeld. Ook werd een monument vlak bij het stadion onthuld.

## Toernooien
Het stadion werd gebruikt voor het wereldkampioenschap voetbal 2018. De openingswedstrijd en finale gingen in dit stadion door.

### Wereldkampioenschap voetbal 2018
| Datum        | Tijd          | Thuisteam  | Uitslag        | Uitteam       | Competitie         | Toeschouwers | Onderlingsresultaat |
| ------------ | ------------- | ---------- | -------------- | ------------- | ------------------ | ------------ | ------------------- |
| 14 juni 2018 | 18:00 (UTC+3) | Rusland    | 5 – 0          | Saoedi-Arabië | Groepsfase poule A | 78.011       | onderlingsresultaat |
| 17 juni 2018 | 18:00 (UTC+3) | Duitsland  | 0 – 1          | Mexico        | Groepsfase poule F | 78.011       | onderlingsresultaat |
| 20 juni 2018 | 15:00 (UTC+3) | Portugal   | 1 – 0          | Marokko       | Groepsfase poule B | 78.011       | onderlingsresultaat |
| 26 juni 2018 | 17:00 (UTC+3) | Denemarken | 0 – 0          | Frankrijk     | Groepsfase poule C | 78.011       | onderlingsresultaat |
| 1 juli 2018  | 17:00 (UTC+3) | Spanje     | 1 – 1 (pn.3–4) | Rusland       | Achtste finale     | 78.011       | onderlingsresultaat |
| 11 juli 2018 | 21:00 (UTC+3) | Kroatië    | 2 – 1          | Engeland      | Halve finale       | 78.011       | onderlingsresultaat |
| 15 juli 2018 | 18:00 (UTC+3) | Frankrijk  | 4 – 2          | Kroatië       | Finale             | 78.011       | onderlingsresultaat |